# Bornheim Badgers
Die Bornheim Badgers sind die 5er-Flag-Football-Abteilung der Turngemeinde Bornheim in Frankfurt am Main. Die erste Mannschaft der Bornheim Badgers spielt in Deutschlands höchster und bundesweiter Spielklasse, der DFFL (Deutsche Flag Football Liga).

## Geschichte
Die 5er-Flag-Football-Mannschaft der Bornheim Badgers wurde 2019 als Abteilung der Turngemeinde Bornheim gegründet. Von 2018 bis 2023 spielte die Mannschaft vor allem in regionalen Turnieren und Wettbewerben. Seit 2023 nimmt die Abteilung am Liga-Betrieb des AFVD teil.
Seit 2024 stellt die Flag-Football-Abteilung eine zweite Mannschaft im Liga-Betrieb, die 2024 in der Regionalliga Südwest teilnahm.
An sog. Fun-Turnieren nimmt die Abteilung weiterhin als Bornheim Badgers teil, wie bspw. beim Advents-Bowl in Münster, Big Bowl bei den Walldorf Wanderers, Snow Bowl in Ilmenau oder beim ältesten Flag-Football-Turnier Deutschlands, dem Rhein-Main-Bowl in Wiesbaden.

## Erfolge
Den größten Erfolg feierten die Bornheim Badgers 2024 mit dem Meistertitel in der DFFL2 in der Division Südwest und den zusätzlichen erfolgreichen Aufstieg durch das Gewinnen des Relegationsturniers gegen die Stuttgart Scorpions und Kornwestheim Cougars in die höchste Flag Football Liga Deutschlands (DFFL).

## Teams der Bornheim Badgers
- Bornheim Badgers (DFFL)
- Bornheim Badgers II (Regionalliga Südwest)